# Johann Matthäus von Mauch

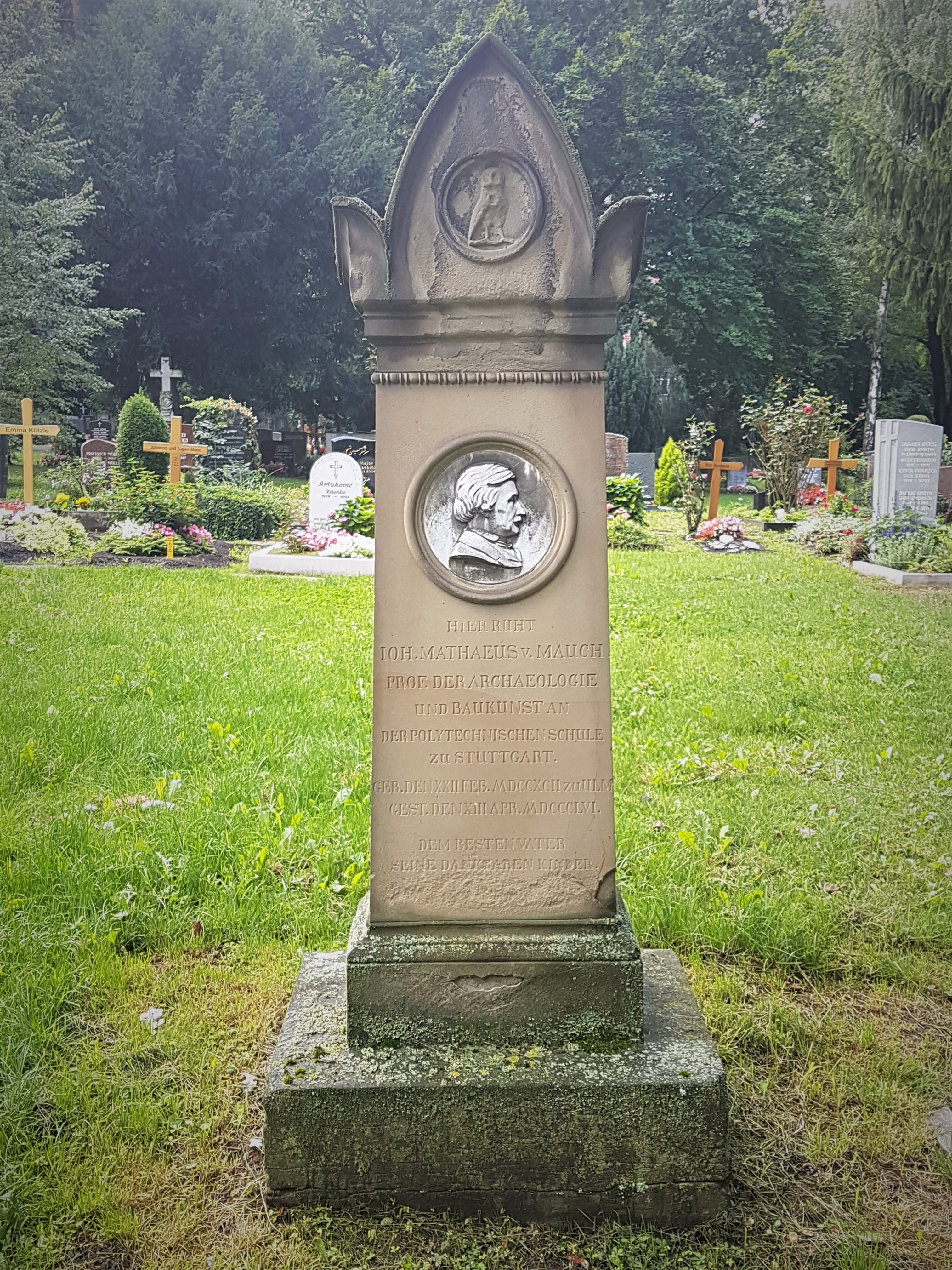
Grabdenkmal auf dem Stuttgarter Fangelsbachfriedhof

Johann Matthäus Mauch, ab 1845 von Mauch (* 22. Februar 1792 in Ulm; † 13. April 1856 in Stuttgart), war ein deutscher Architekturprofessor sowie Autor und Zeichner von Architekturpublikationen. 

## Leben
Mauch war ein Sohn des Registrators Johann Anton Mauch und dessen Ehefrau Regina, geb. Schneidenbach. Er begann im Jahr 1809 ein Studium der Architektur an der Akademie der bildenden Künste in München, wurde jedoch bereits 1811, nachdem seine Heimatstadt Ulm in der Mediatisierung dem Königreich Württemberg eingegliedert worden war, zum württembergischen Militär eingezogen. Nach vier Jahren Militärdienst erreichte er eine Abkommandierung zur königlichen Bau- und Gartendirection.
1816 ging Mauch nach Berlin und wurde als Zeichner an der königlich preußischen Eisengießerei angestellt. 1825 heiratete er dort 1825 seine Frau Emilie Angelica, geb. Palonic (* 1799), eine Tochter des Konsistorialrats Johann Michael Palonic. Über eine persönliche Bekanntschaft mit Karl Friedrich Schinkel wurde er Bauleiter am neuen Schauspielhaus und lehrte von 1821 an am neugegründeten königlichen Gewerbe-Institut Architektur und Handzeichnen, sowie ab 1832 an der vereinigten Artillerie- und Ingenieurschule. Als Zeichner und Lithograph wirkte er an mehreren vom preußischen Staat herausgegebenen Musterbüchern mit, insbesondere an den Vorbildern für Fabrikanten und Handwerker (1821–1830).
Nach einer Studienreise nach Italien (1830) entstand in vier Heften (1832, 1836, 1839, 1845) sein wichtigstes Werk, die Vergleichende Darstellung griechischer Bauordnungen, dessen erste beiden Hefte er als Übersetzung und Ergänzung des entsprechenden Werks von Charles Normand vorstellte. Ab dem dritten Heft wurde es hingegen als eigenes Werk betrachtet. Bis zum Ende des Jahrhunderts erschien es in zahlreichen Auflagen, teils mit neubearbeitetem Text. 
1839 nahm Mauch einen Ruf an die königliche Gewerbeschule in Stuttgart als Professor für monumentale Baukunst und deren Geschichte sowie für Ornamentenzeichnen und Modellieren an.
Mauch starb 1856 in Stuttgart und fand seine letzte Ruhestätte auf dem dortigen Fangelsbachfriedhof.
Der Kunsthistoriker Eduard Mauch war sein Bruder.

## Auszeichnungen
Mauch wurde 1845 mit dem Ritterkreuz des Ordens der Württembergischen Krone ausgezeichnet, verbunden mit der Erhebung in den persönlichen Adelsstand.

## Schriften
- Supplement zu Carl Normand's vergleichender Darstellung der architektonischen Ordnungen der Griechen und Römer und der Neueren Baumeister; Erstes Heft. Potsdam: Riegel 1832 Digitalisat BSB München, Digitalisat BSB München. Zweites Heft, Potsdam: Riegel 1836 Digitalisat BSB München
  - Neue systematische Darstellung der architektonischen Ordnungen der Griechen, Römer und neueren Meister, Potsdam: Riegel 1845, doi:10.3931/e-rara-46482
  - Vierte verbesserte Auflage, Berlin u. a.: Riegel, 1855 Digitalisat BSB München
  - 6. neu bearbeitete Auflage mit Text von L. Lohde, Berlin: Ernst & Korn, 1872, Digitalisat BSB München
- Classische Verzierungen als Vorlegeblätter für einen fortschreitenden Unterricht der Architecten und aller Gewerbtreibenden, auf Veranlassung einer königlich hohen Verwaltung für Handel, Fabrication und Bauwesen, Berlin: Gropius 1837 Digitalisat TU Berlin
- Abhandlung über die mittelalterlichen Baudenkmale in Württemberg, Stuttgart 1849 Digitalisat BSB München